# سيسيل هاريس
سيسيل هاريس (بالإنجليزية: Cecil Harris)‏ (1 يناير 1905 في المملكة المتحدة - 1 يناير 1949 بدارلينغتون في المملكة المتحدة) هو لاعب كرة قدم بريطاني (وحمل سابقاً جنسية المملكة المتحدة لبريطانيا العظمى وأيرلندا) في مركز حراسة المرمى. لعب مع نادي هيبرنيان ودارلينجتون إف سى.